# Santa Maria la Major de Tamarit de Llitera
L'església de Santa Maria la Major de Tamarit de Llitera és una església romànica amb elements de transició al gòtic i modificacions posteriors.

## Descripció

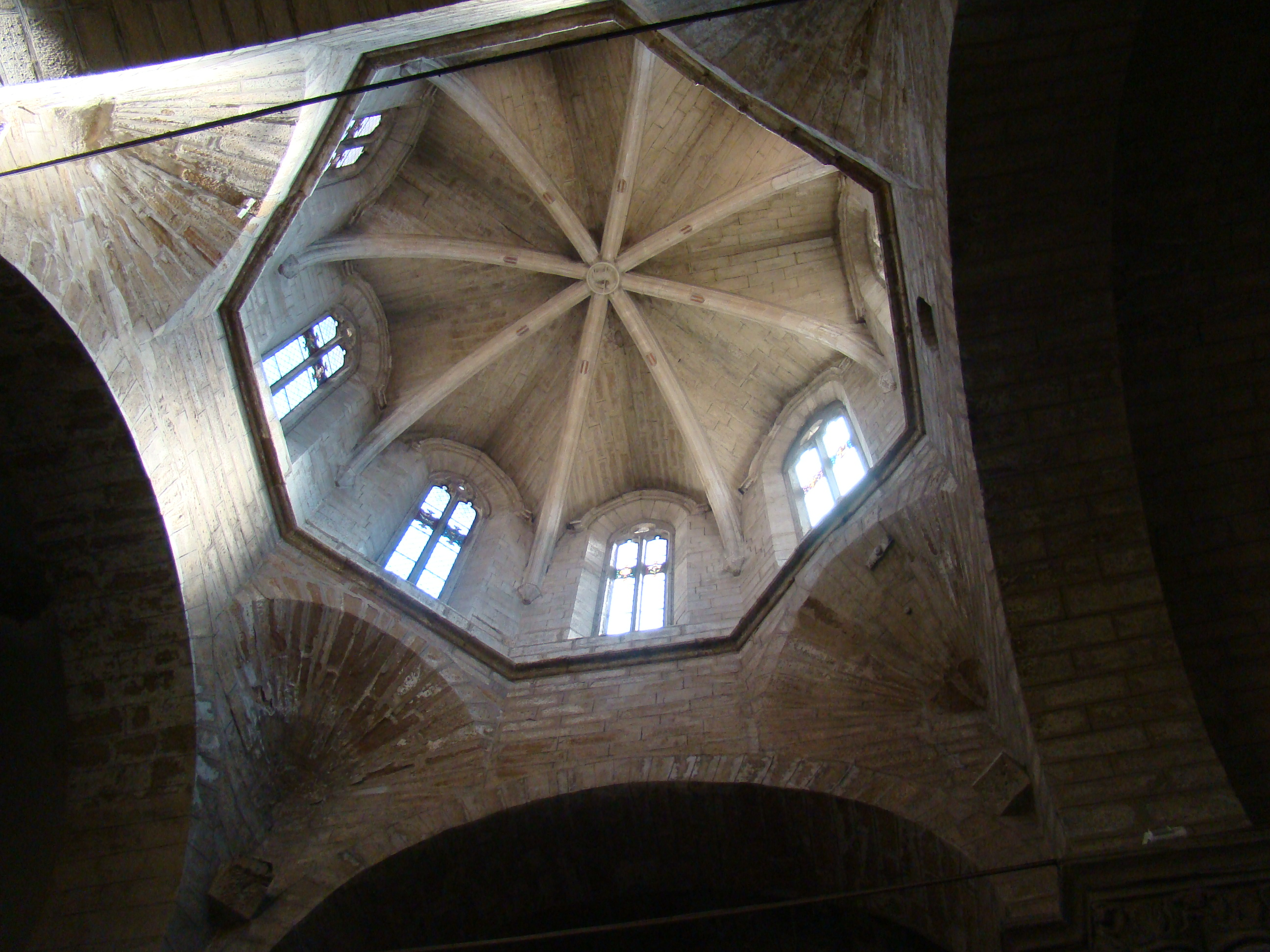
Cimbori

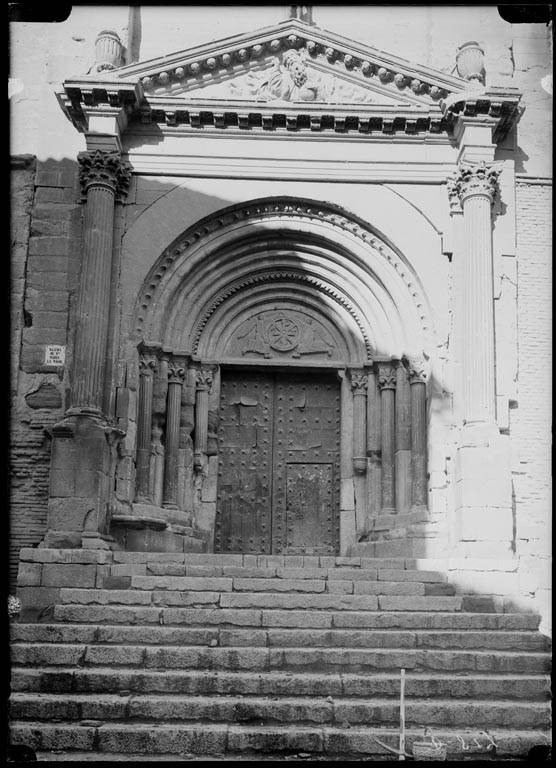

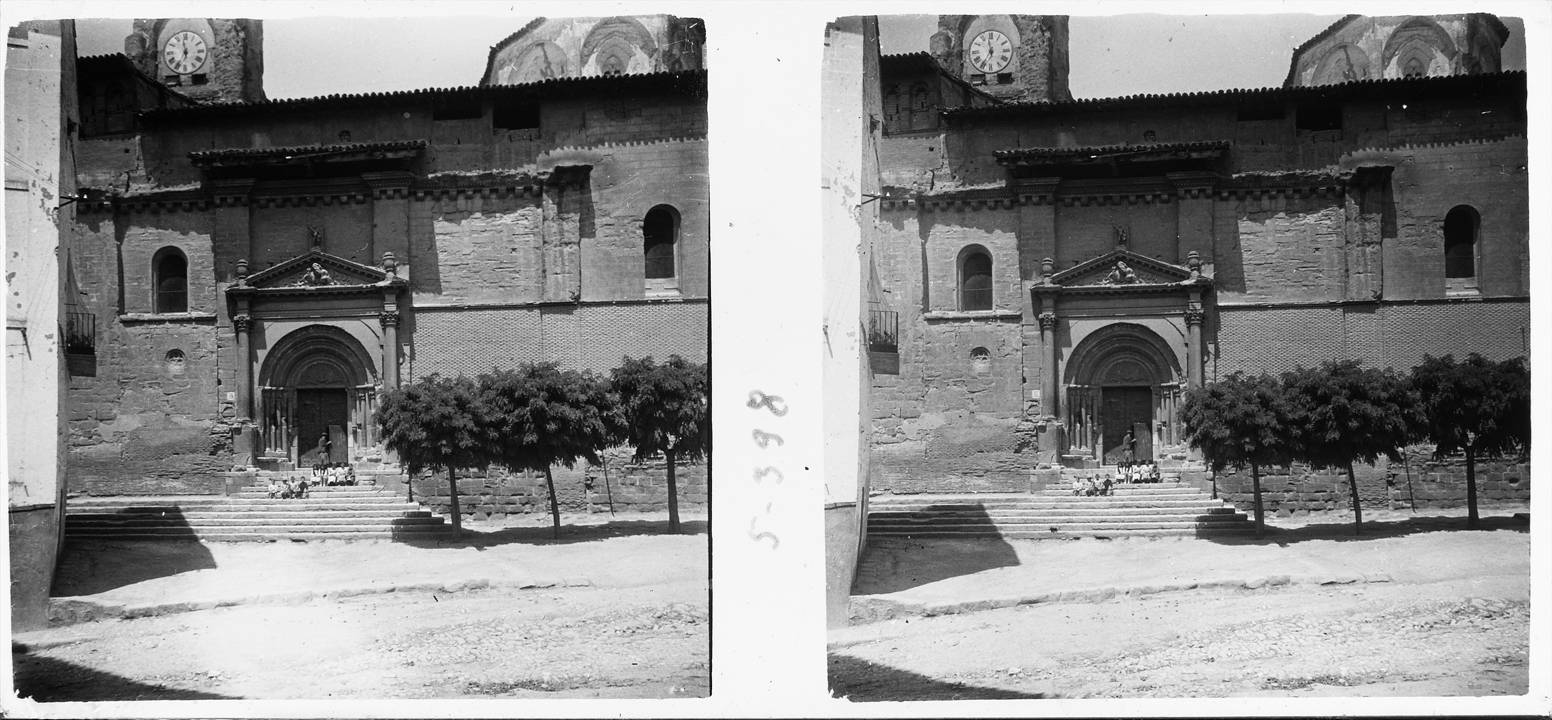

Té planta basilical, amb tres naus cobertes, amb un transsepte al costat de llevant amb tres absis. Presenta una combinació d'arcs i voltes de mig punt i apuntats: les naus són cobertes amb voltes de canó apuntat, amb arcs torals apuntats també, però el transsepte és cobert amb una volta de secció circular, i els arcs formers entre les naus també són de mig punt. Els pilars són de secció quadrada amb dues pilastres semicilíndriques adossades a cada cara, amb capitells llisos.
Sobre el creuer hi ha un cimbori gòtic, amb vuit finestres ogivals, i als peus del temple hi ha un campanar, de secció de tronc de piràmide, que ocupa l'extrem de la nau nord, i que es discuteix si és fet just després de l'església o més tard.
Per l'interior el mur del costat sud té arcosolis, i el del costat nord ha estat obert per donar pas a capelles renaixentistes i barroques, afegides a l'exterior.
La façana sud té una portalada romànica sobre la qual es va afegir un frontó renaixentista suportat per dues columnes jòniques. El timpà romànic té un relleu amb dos àngels sostenint un crismó, que s'ha relacionat amb un de semblant (i de més qualitat) de Sant Pere el Vell d'Osca, que probablement va ser-ne el model.

## Història
El retaule major, encarregat el 1500 a Miguel Ximénez i el seu fill Juan Ximénez, amb la intervenció de Martín de Larraz de Huesca, va ser completat el 1503. Lamentablement, durant la Guerra Civil, el retaule va desaparèixer, i només la taula de Sant Miquel, atribuïda a Juan Ximénez, actualment resguardada al Museu d'Art de Filadèlfia. Aquesta taula, originalment amb un fons daurat, era dins del guardapols. S' observen similituds entre aquesta taula i altres pintures del retaule amb la Col·legiata de Bolea.